# کیم یون سوک
کیم یون سوک (انگلیسی: Kim Yoon-seok)؛ (زادهٔ ۲۱ ژانویهٔ ۱۹۶۸) هنرپیشه اهل کره جنوبی است. کیم کار خود را ابتدا با تئاتر آغاز کرد و همین پیشینه باعث شد که در سینما نقش‌های کوچکی به او داده شود. بازی در نقش کارگاه سابق در فیلم تعقیب‌کننده باعث شهرت فراوان او شد که جوایز زیادی نیز برای او به همراه آورد. دریای زرد و تعقیب‌کننده دو فیلم مهم کیم است که به هر دو به کارگردانی نا هانگ-جین ساخته شدند.

## زندگی شخصی
کیم در شهرستان دانیانگ از توابع چونگچیونبوک-دو زاده شد اما در بوسان بزرگ شد و بعدها به سئول مهاجرت کرد.
او با بنگ جو-ران دیگر بازیگر کره‌ای ازدواج کرد و این دو صاحب دو فرزند نیز هستند.